# جنبه‌های تبیین علمی
جنبه‌های تبیین علمی و مقالات دیگر در فلسفه علم (به انگلیسی: Aspects of Scientific Explanation and other Essays in the Philosophy of Science) کتابی است که فیلسوف کارل گوستاو همپل در سال ۱۹۶۵ منتشر کرده‌است. این کتاب یکی از مهم‌ترین آثار در فلسفه علم است که پس از جنگ جهانی دوم نوشته شده‌است.

## بازخورد
پیتر گی مورخ نوشت که جنبه‌های تبیین علمی «منطقی» و «ضروری» است، او همچنین آورده‌است که همپل به‌طور متقاعدکننده‌ای استدلال کرده که «منطق تاریخ و منطق علوم طبیعی یکسان است». گی مشاهده کرد که مقاله همپل «کارکرد قوانین عمومی در تاریخ» یک اثر «کلاسیک مورد بحث است». مایکل فریدمن، فیلسوف، این کتاب را یکی از مهم‌ترین آثار در فلسفه علم می‌داند که پس از جنگ جهانی دوم نوشته شده‌است.